# キーウの壁画
キーウの壁画（キーウのへきが、英 : the Murals of Kyiv）は、2014年以来、ウクライナのキーウの建物の側面に描かれた一連の壁画で、現代美術と伝統美術の両方が描いている。 160以上の壁画が、約285平方キロメートルのエリアにあり、街全体に広がっている。これらの壁画は、公的機関でなく、スポンサーやアートグループから資金の提供援助を受けて制作されている。

## 厳選作品

### The Rebuild
「The Rebuild」は、2015年にオーストラリアのストリートアーティストフィンタン・マギーによって描かれた壁画。この作品は、洪水が去り、足首まで水に浸かりながら、枝を拾い上げる孤独な女性を描いている。テーマ「洪水」はマギーの作品で繰り返し用いられ、この壁画は災害後に復興を目指す最初のステップを表しているように見える。

### Serhiy Nihoyan
「SerhiyNihoyan」は、 2014年のフルシエフスコホ通りの暴動で最初に殺害された人物の名を冠した壁画。その人物は抗議中にバークット（ウクライナ警察）に撃たれたアルメニア系ウクライナ人の活動家である。肖像画はAlexandre Fartuによって作成され、以前は空き地だったHeavenly Hundred Gardenにある。

### Revival
「Revival」は、キーウで最も有名な壁画の1つと見なされている。これはフランス人アーティストSeth Globepainterと、ウクライナ人アーティストKislowによる共同作品である。 2014年4月に作成され、ウクライナの誇りと未来への希望がテーマである。

### Ukrainian St. George
アーティストAECによる「Ukrainian St. George」は寓話的な壁画であり、聖ゲオルギウスと竜の物語をモチーフにしている。この作品は、東のロシアを代表する双頭のドラゴンと西のNATOが、ウクライナを分割するという社会風刺をしている。

### The Messenger of Life
Alexandr Britcevの「The Messenger of Life」は、黒いカラスに囲まれた白いカラスを描いた壁画。壁画は中庭に隠れるようにあり、その中庭の檻では20年間飼育されていたと言われている3羽のカラスがモチーフである。 

### Untitled Work by Xav
Xavとして知られるJavier Robledoは、 Art United Usの支援を受けて、2017年に笑顔の少年の壁画を作成した。壁画は黒人の子供を描いたため、地域社会で論争を引き起こし、壁画が形になり始めたときには人種差別的な反発が生じた。しかし、Robledoは地方自治体や地域社会から財政的な援助を受けていなかったため、予定より2週間遅れたものの、壁画は完成した。